# Ein toller Käfer kehrt zurück
Ein toller Käfer kehrt zurück ist ein US-amerikanischer Fernsehfilm aus dem Jahr 1997. Der Film ist die vierte Fortsetzung des Films Ein toller Käfer um den VW-Käfer Herbie.

## Handlung
Der skrupellose Rennfahrer Simon Moore lässt seinen Wagen, den VW-Käfer Herbie, verschrotten, weil er mit ihm keine Rennen mehr gewinnt.
Der Mechaniker Hank, früherer Rennfahrer, wird von seinem Chef, Inhaber einer kleinen Autowerkstatt, verdonnert, beim Mechanikerwettrennen teilzunehmen. Dort wählt er Herbie als seinen Rennwagen aus und gewinnt mit ihm das Rennen. Die Werkstatt erfährt einen großen Kundenzulauf, Hank wird gefeiert; gleichzeitig kommt es durch Herbie zu einer ersten Aussprache zwischen Hank und seiner Ex-Freundin Alex, die er vor längerer Zeit verlassen hatte.
Hank feiert immer mehr Erfolge mit Herbie und wird dabei übermütig, da er Herbies Anteil an den Siegen verkennt. Auch die Ermahnungen von Hanks Freund, dem künstlerisch tätigen Roddy, können daran nichts ändern.
Auch Herbies früherer Besitzer Simon wird auf Grund von Herbies Siegen wieder auf den Wunderkäfer aufmerksam. Als Roddy den sich einsam fühlenden Herbie zu einer Kunstausstellung mitnimmt, stiehlt Simon seinen Zündschlüssel. Gleichzeitig lässt er Herbies Erbauer, Dr. Gustav Stumpfel, ausfindig machen; als dieser ihm erzählt, wie er den beseelten Käfer Herbie erbaute, lässt er sich von dem Deutschen auf gleiche Weise ein Auto bauen, Herbies bösen Gegenspieler Horace.
Von Hanks Hochmut gekränkt, verschwindet Herbie eines Abends. Hank sieht seinen Fehler ein und macht sich auf die Suche nach Herbie. Doch in der Zwischenzeit kam es zu einer Begegnung zwischen Horace und Herbie; Herbie wird von Horace zum Totalschaden demoliert.
Hank und seine Freunde organisieren eine Trauerfeier für Herbies Reste. Da tauchen Dr. Stumpfel sowie Herbies früherer Fahrer Jim Douglas auf. Sie nehmen sich vor, Herbie wiederherzurichten.
Als Simon davon erfährt, fordert er Hank zu einem Duell auf; der Sieger dieses Wettrennens soll beide Autos bekommen. Doch Herbie und seine Freunde lassen sich weder von einer Reifenpanne, noch von Granaten- und Laserbeschuss abschrecken; Herbie gewinnt das Rennen, mit einem Laser zweigeteilt. Als der wegen seiner Niederlage erboste Horace die Klippe runterstürzt und explodiert, wird Simon wegen illegaler Müllentsorgung verhaftet; Hank und Alex kommen sich näher.